# Andrei-Sacharow-Platz (Vilnius)

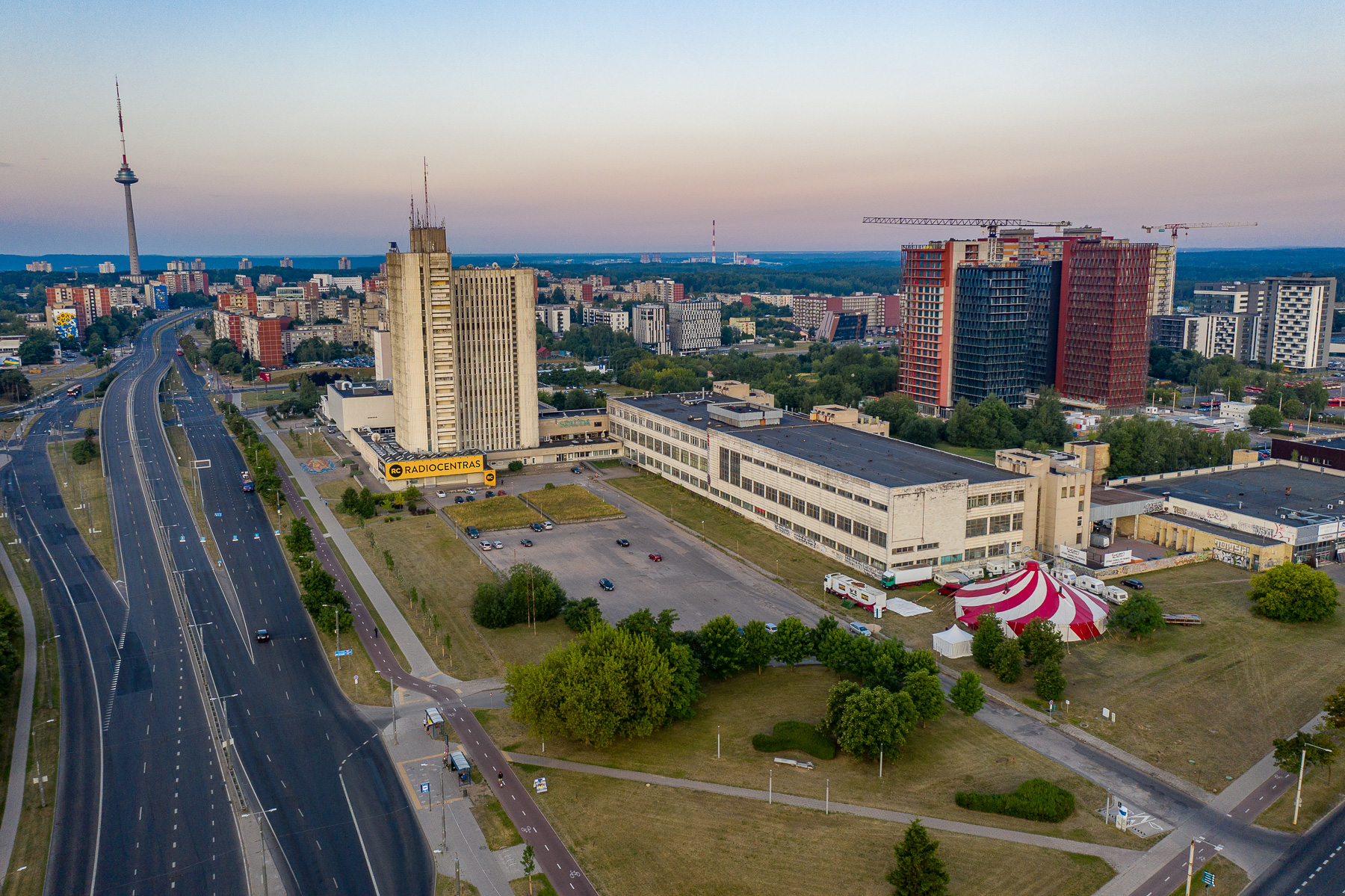

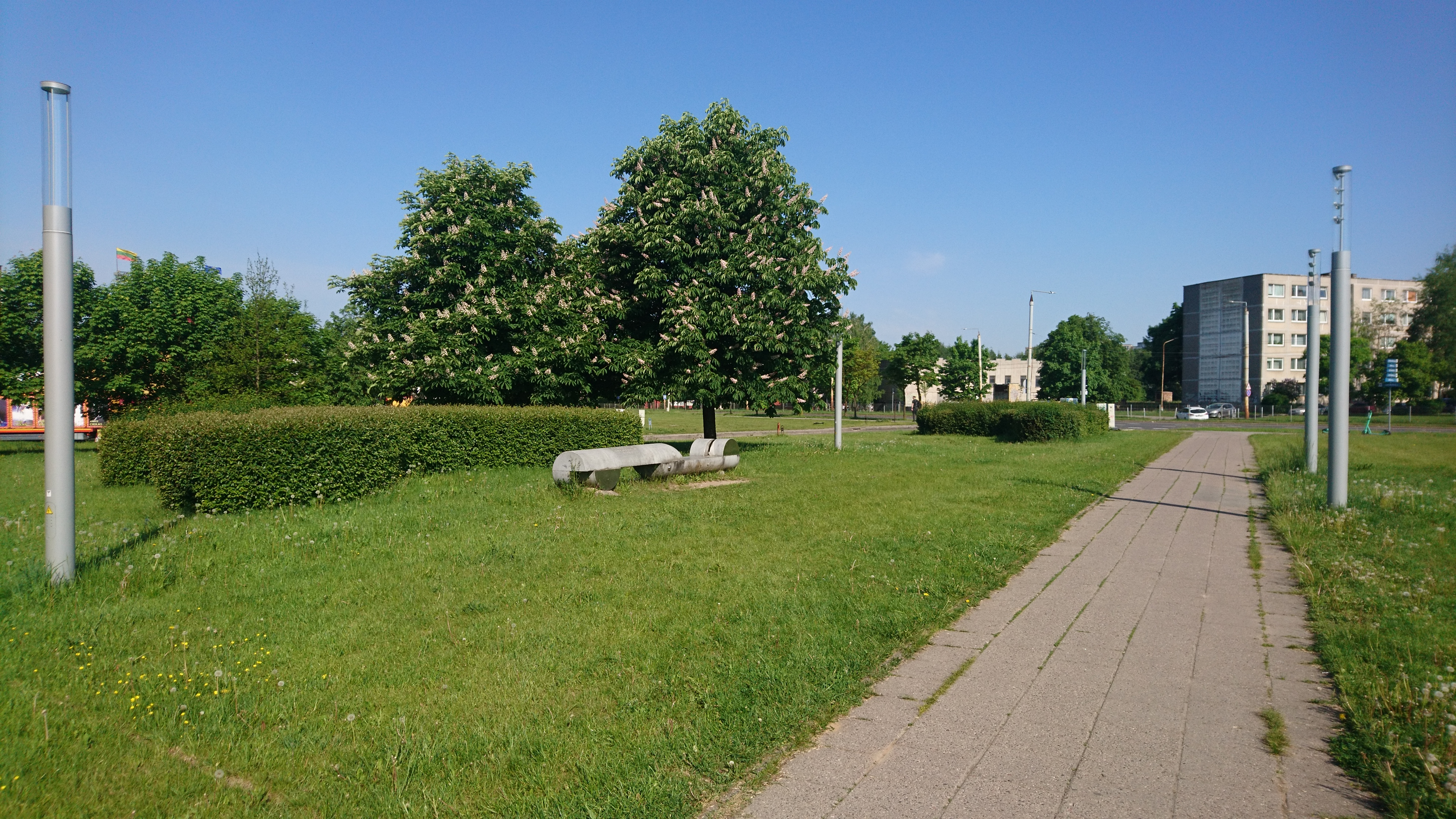
Platz

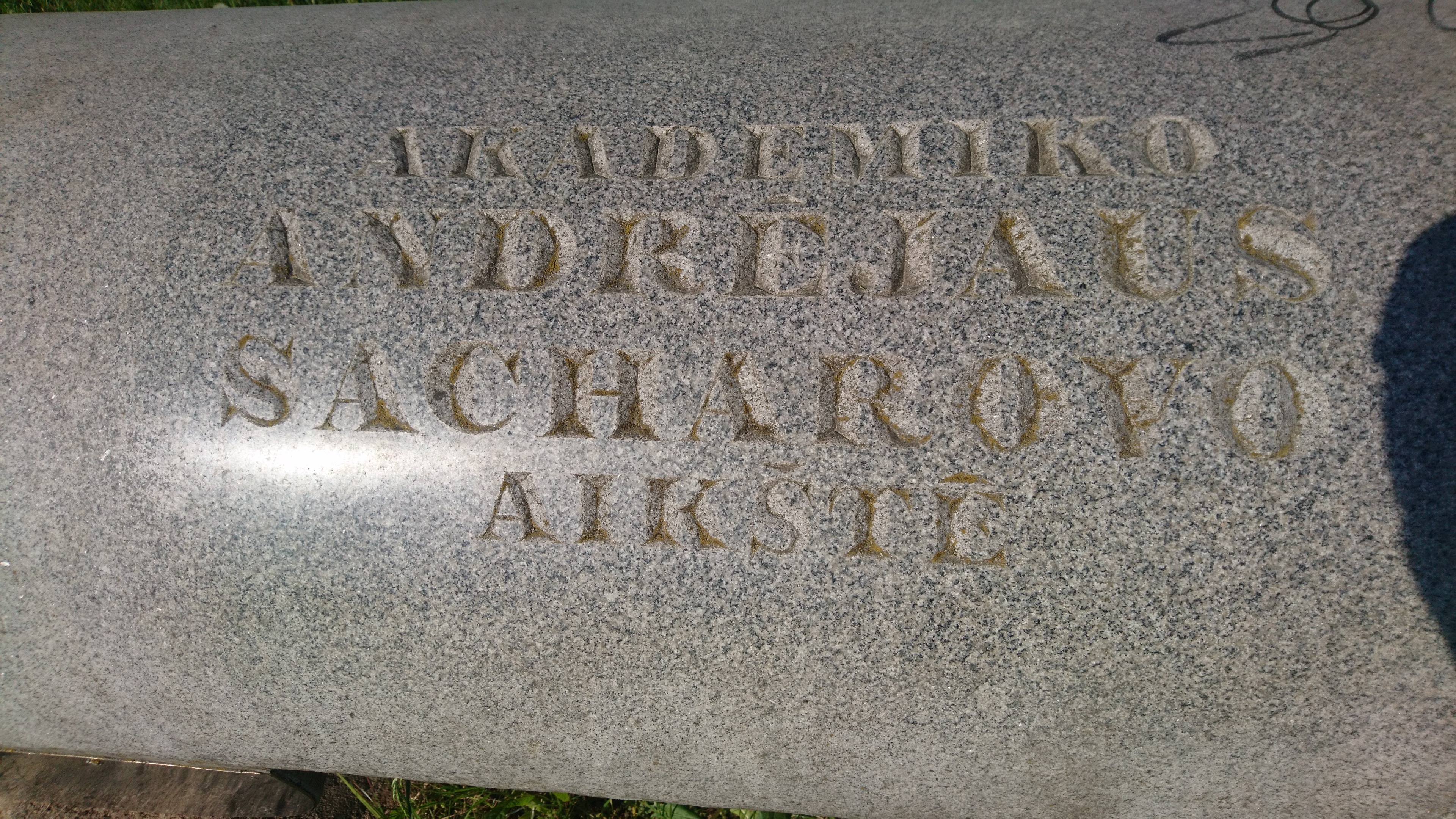
Aufschrift

Der Andrei-Sacharow-Platz ist ein Platz in der litauischen Hauptstadt Vilnius, im Stadtteil Viršuliškės, Laisvės prospektas 60, neben dem Pressepalast Vilnius. Es gibt Platz für über 500 Autos. Benannt nach Andrei Sacharow (1921–1989), einem russischen Dissidenten, Unterstützer von Bürgerrechten und Reformen in der Sowjetunion und Russland.

## Geschichte
Andrej Sacharow trug zum Ziel der litauischen Abgeordneten der Sowjetunion bei, einen unabhängigen Staat wiederherzustellen. Später wurde beschlossen, sein Andenken in Litauen zu verewigen und einen Platz in Vilnius nach ihm zu benennen.
Im November 2011 wurde auf Initiative des Menschenrechtsausschusses des litauischen Parlaments Seimas und der litauischen Menschenrechtsvereinigung eine skulpturale Bank enthüllt, die der Aufrechterhaltung des Gedenkens an den Menschenrechtsverteidiger Akademiker Andrej Sacharow gewidmet ist. Vor der Enthüllung der Bank gab es auf dem Platz bisher keine skulpturale Markierung. Die Bank wurde auf Kosten des Bildhauers Vladas Kančiauskas gebaut, das Kulturministerium der Republik Litauen steuerte ein Fünftel bei.